# Pandanus montanus
Pandanus montanus är en enhjärtbladig växtart som beskrevs av Jean-Baptiste Bory de Saint-Vincent. Pandanus montanus ingår i släktet Pandanus och familjen Pandanaceae.
Artens utbredningsområde är Réunion. Inga underarter finns listade.

## Bildgalleri

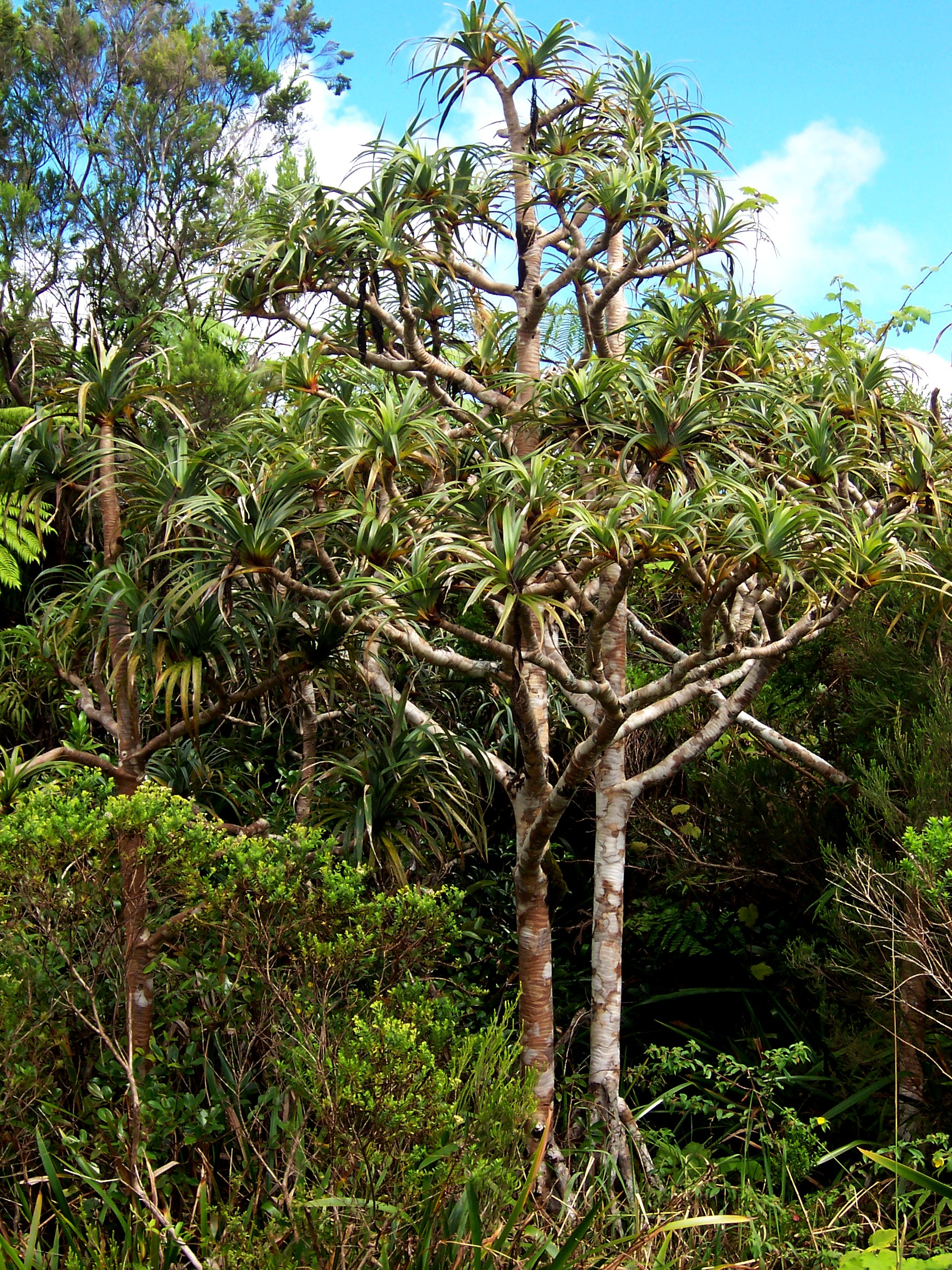
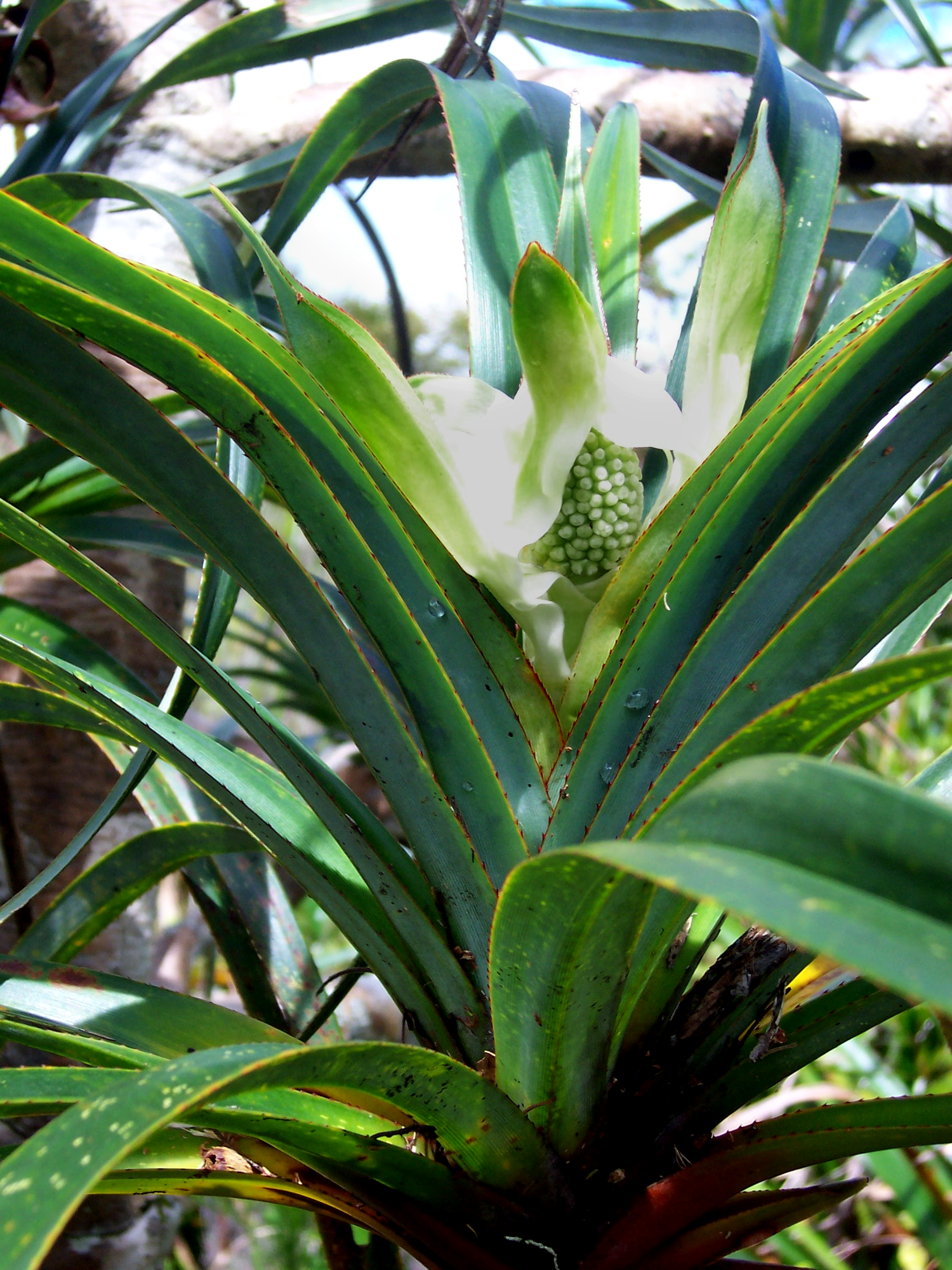
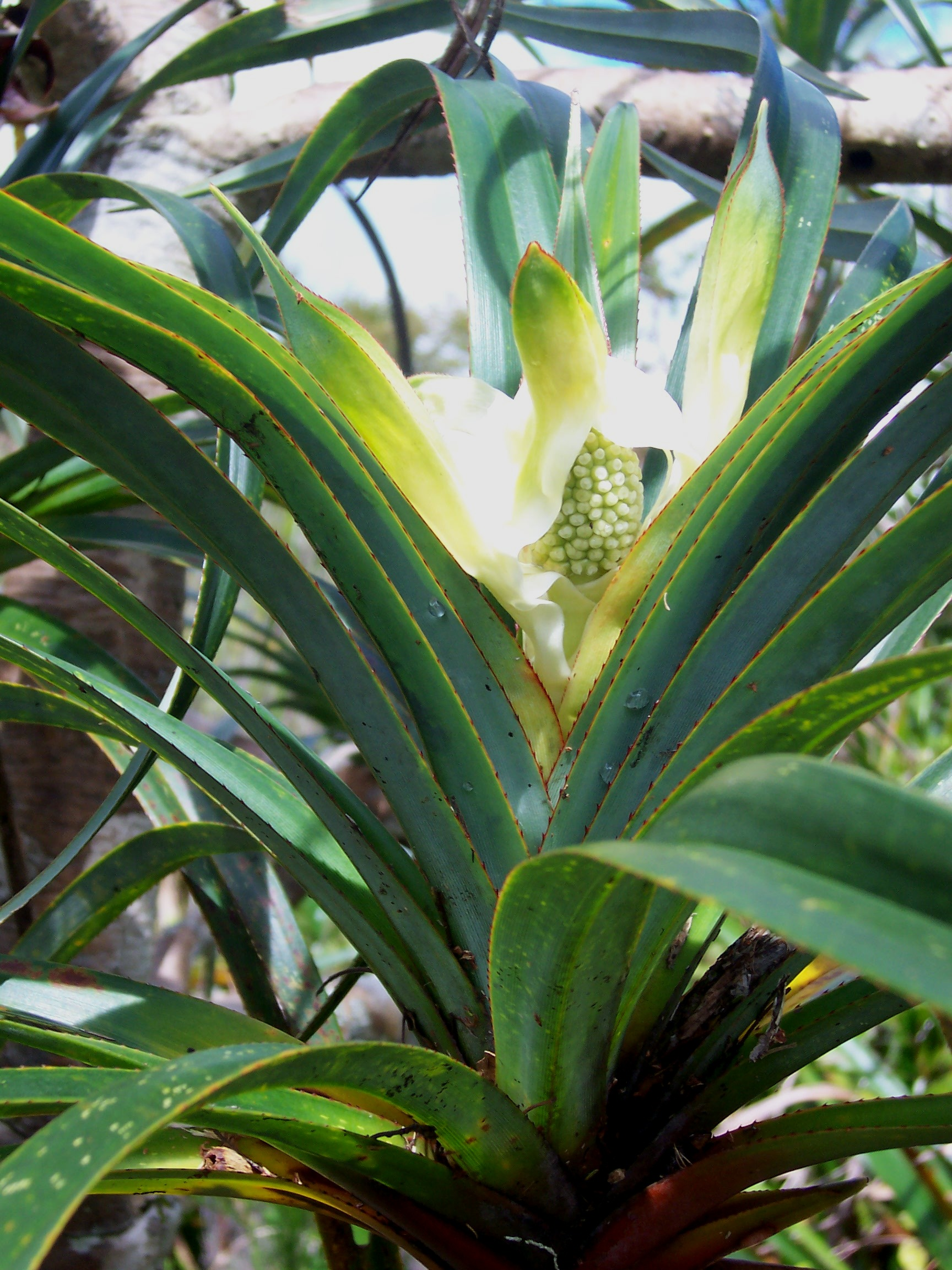
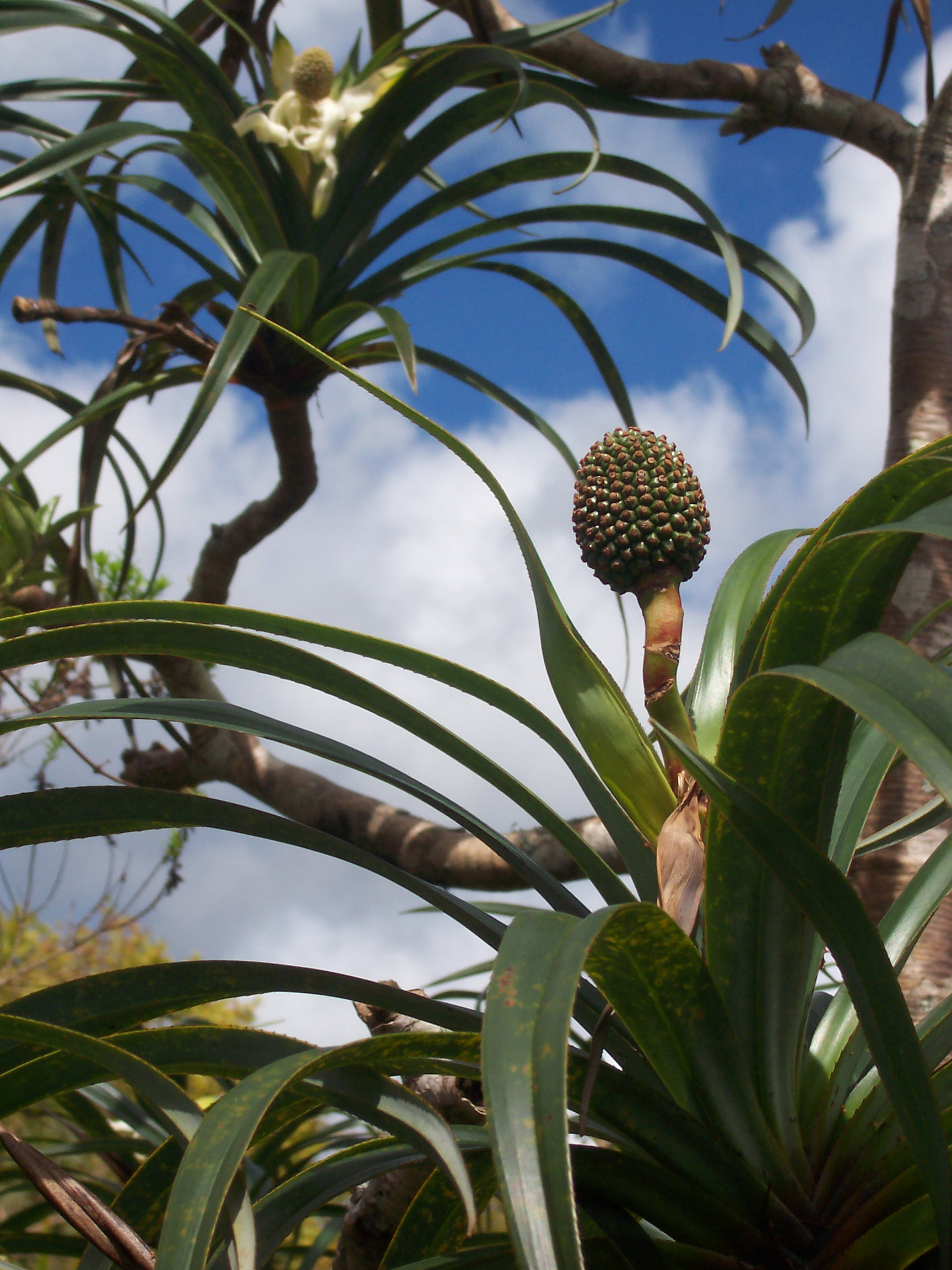
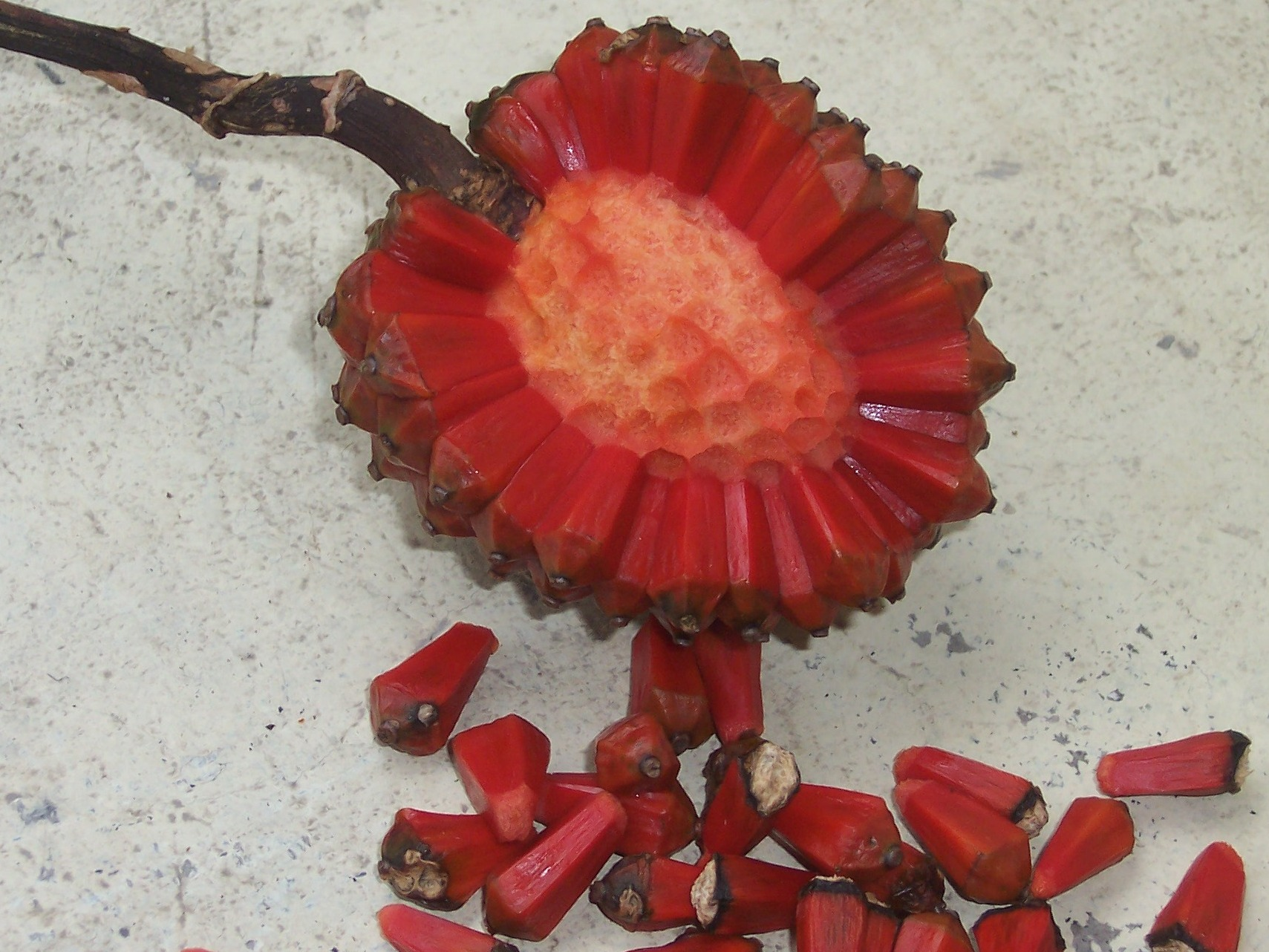